# Rybacy na morzu
Rybacy na morzu (ang. Fishermen at Sea) – obraz autorstwa brytyjskiego malarza Williama Turnera.

## Geneza
Rybacy na morzu to pierwszy obraz olejny artysty wystawiony w Royal Academy of Arts. Od roku 1790 Turner wystawiał tam swoje akwarele, w owych czasach uznawane za mniej prestiżowe niż malarstwo olejne. Kończąc 21 lat, Turner chciał zaistnieć szerzej w środowisku artystycznym, zapragnął więc zaprezentować dzieło znacznie poważniejsze niż jego poprzednie rysunki i akwarele o tematyce krajobrazowej.
Turner odbył swoje pierwsze poważne studium nad ruchami i wyglądem morskiej wody latem 1795 roku w południowej Walii, odwiedzając m.in. zatokę Saint Brides Bay. Jego ówczesne prace studyjne były wyraźnie słabsze od szkiców architektury kościelnej, którą w tamtym okresie się zajmował. Mimo to już w tych wczesnych szkicach pejzażowych widać podziw artysty dla siły i potęgi morza. Akwarele i rysunki po podróży umieścił w swoim szkicowniku Isle of Wight, gdzie znalazło się m.in. wiele szkiców nadbrzeżnych skał, które później zostaną ukazane na obrazie Rybacy na morzu.
Od 1795 roku umiejętności malarskie Turnera zaczęły się szybko rozwijać, a artysta podjął próby w różnych technikach. Jedną z nich było malarstwo olejne. Odnotowano, że wcześniej wykonał co najmniej jeden obraz olejny około 1792 roku, jednak efekt ówczesnych prac obecnie nie jest znany. Na ten sam rok datuje się studium olejne młyna wodnego, zapisane w notatkach Turnera. Od tego czasu nie są znane żadne jego dzieła w technice olejnej, dopóki obraz Rybacy na morzu nie został wystawiony w Akademii w 1796 roku.
Rybacy Turnera nawiązują do jego wcześniejszych akwarel, w których zajmował się problematyką przedstawienia morza, ukazując m.in. szczegóły ruchu wody. Opracowane wówczas detale artysta podjął w większej skali w obrazie olejnym.
Turner, malując obraz, włączył się w nurt malarstwa nocnego XVIII wieku, reprezentowanego przez takich malarzy jak Horace Vernet, Philip James de Loutherbourg i Joseph Wright of Derby, czerpiąc z każdego z nich inspirację w kluczowych elementach obrazu. Rozjaśnienie sceny światłem księżycowym jest nawiązaniem do obrazów Derby’ego, postrzępione chmury zaś Turner zapożyczył od Loutherbourga. Niespokojny nastrój nocnej sceny jest wynikiem badań Turnera nad obrazami Rembrandta. W podobnej atmosferze utrzymany został Odpoczynek w czasie ucieczki do Egiptu pędzla holenderskiego artysty. Płótno to znajdowało się u jednego z patronów Turnera – sir Richarda Colt Hoare’a.
Obraz spotkał się na wystawie z entuzjastycznymi opiniami.

## Opis obrazu
Scena nocna ukazuje rybaków w dwóch łodziach, walczących z ogromnymi falami. Bliższa widzowi łódź, przedstawiona z opuszczonym grotem, znajduje się pomiędzy falami, druga zaś łódź, także z opuszczonymi żaglami, unosi się na grzbiecie fali. Na niebie Turner ukazał księżyc otoczony ciemnymi chmurami, którego światło odbija się w wodzie wokół łodzi na pierwszym planie i na dalekim morzu. Jeden z rybaków trzyma latarnię, której słabe, czerwone światło kontrastuje z zimnym blaskiem księżyca. To przedstawienie podkreśla potęgę natury i kruchość ludzi na morzu. Postrzępione kontury po lewej stronie obrazu przedstawiają skały zwane „Igłą” u wybrzeży wyspy Wight, kontrastujące swoją ciemną barwą z poświatą księżyca, odbijającego się od odległej powierzchni morza.
Dzieło jest obrazowym świadectwem zrozumienia przez Turnera zasad hydrodynamiki, tzn. formowania się fal i efektów świetlnych na powierzchni wody.
W Rybakach malarz ukazał po raz pierwszy dynamiczną moc wody i walkę człowieka z żywiołem  – dwa tematy, które powracały w jego twórczości przez całe życie artysty.